# Satyrichthys orientale
Satyrichthys orientale är en fiskart som först beskrevs av Fowler, 1938.  Satyrichthys orientale ingår i släktet Satyrichthys och familjen Peristediidae. Inga underarter finns listade i Catalogue of Life.